# Targaryen
Huset Targaryen är med i Sagan om Is och Eld som är en fiktiv berättelse skapad av George R.R. Martin
Targaryen var den kungafamilj som styrde i Westeros tills den störtades av Robert Baratheon under plundringen av Kungshamn. Familjen styrde från Draksten och Kungshamn och deras baner är en röd trehövdad drake med svart botten.

## Daenerys Stormfödd
En av de två enda kvarlevande av Targaryenhuset är Daenerys Stormfödd, även kallad drakarnas moder i senare böcker. Hon levde i exil i De fria städerna och planerar att ta över Järntronen och de sju konungarikena tillsammans med sin äldre bror Viserys Targaryen. 
Hon blev bortgift till khal Drogo, men han dog och hon födde på sätt och vis de tre drakarna Viserion, Rhaegal och Drogon när hon tog de "fossilerade" drakäggen hon fått i bröllpsgåva och gick in tillsammans med dem i elden som brände khalens döda kropp.

## Viserys Tiggarkungen
Viserys levde precis som sin syster Daenerys i exil i De fria städerna, och det var han som planerade giftermålet mellan Daenerys och khal Drogo för att i gåva få en del av khalens krigare. 
När Viserys tålamod tog slut (Han fick inte sina krigare) hotade han att skära upp Danys mage och slita ut hennes och khalens ofödda barn för att döda det inför dem. Då steg khal Drogo med sina blodsryttare fram till honom, och khalen befallde dem att hålla fast Viserys. Drogo tog av sina tunga armband och ringar av guld, lade dem i en kittel och lät allt smälta. Sedan "kröntes" Viserys med detta flytande guld över sitt huvud.
Han dog, och Daenerys insåg att han inte var en drake: "En sann drake dör inte av eld."